# شارلوت هنری
شارلوت هنری (انگلیسی: Charlotte Henry; ۳ مارس ۱۹۱۴ – ۱۱ آوریل ۱۹۸۰) هنرپیشه اهل ایالات متحده آمریکا بود. وی بین سال‌های ۱۹۳۰ تا ۱۹۴۲ میلادی فعالیت می‌کرد.
از فیلم‌ها یا برنامه‌های تلویزیونی که وی در آن نقش داشته‌است می‌توان به آلیس در سرزمین عجایب اشاره کرد.